# Cantão (cidade)
Cantão ou Guangzhou (em chinês tradicional: 廣州; chinês simplificado: 广州; pinyin: Guǎngzhōu), historicamente também conhecida como Kwangchow, é uma cidade da República Popular da China, capital e maior cidade da província de Cantão (Guangdong). Através do Rio das Pérolas, cerca de 120 km a noroeste de Hong Kong e 145 km ao norte de Macau, a cidade tem uma história de mais de 2200 anos e foi um dos principais terminais da Rota da Seda marítima e continua a servir como um importante centro de transportes, além de ser uma das três maiores cidades da China.
Cantão está no coração da área metropolitana mais populosa da China continental, que se estende às cidades vizinhas de Foshan, Dongguan, Zhongshan e Shenzhen, formando uma das maiores aglomerações urbanas do planeta. Administrativamente, a cidade possui estatuto subprovincial e é uma das nove cidades centrais nacionais da China. No final de 2018, a população da ampla área administrativa da cidade era estimada em 14 904 400 pelas autoridades da cidade, um aumento de 3,8% em relação ao ano anterior. Cantão é classificada como uma cidade global "Alpha" e há um número crescente de residentes temporários estrangeiros e imigrantes do Sudeste Asiático, do Oriente Médio, da Europa Oriental e da África. Isso levou a ser apelidada de "Capital do Terceiro Mundo".
A população migrante doméstica de outras províncias da China representou 40% da população total da cidade em 2008. Juntamente com Xangai, Pequim e Shenzhen, Cantão possui um dos mercados imobiliários mais caros da China. No final dos anos 1990 e início dos anos 2000, pessoas da África Subsaariana que inicialmente se estabeleceram no Oriente Médio e em outras partes do sudeste da Ásia mudaram-se em número sem precedentes para Cantão em resposta à crise financeira asiática de 1997/98.
Por muito tempo o único porto chinês acessível à maioria dos comerciantes estrangeiros, a cidade caiu para os britânicos durante a Primeira Guerra do Ópio. Não tendo mais o monopólio após a guerra, perdeu o comércio para outros portos, como Hong Kong e Xangai, mas continuou a servir como um grande entreposto. No comércio moderno, Cantão é mais conhecida por sua feira anual, a maior e mais antiga da China. Por três anos consecutivos (2013–2015), a Forbes a classificou como a melhor cidade comercial da China continental.

## Etimologia
Guǎngzhōu é a romanização pinyin do nome chinês 廣州, que foi simplificada na China continental para 广州 na década de 1950. O nome da cidade foi retirado da antiga província de Guang (Guang Zhou), depois que ela se tornou a sede do governo da prefeitura, o que também ocorreu com algumas outras cidades chinesas, como Hangzhou, Suzhou e Fuzhou. Antes de adquirir seu nome atual, a cidade era conhecida como Panyu, um nome ainda usado por um dos distritos de Cantão, não muito longe da cidade principal. A origem deste nome ainda é incerta, com 11 explicações diversas, incluindo a possibilidade de se referir a duas montanhas locais.
O nome em português "Cantão" ou "Cidade de Cantão" é uma confusão de pronúncias dialéticas de "Guangdong". Embora originalmente se aplicasse à cidade murada, ocasionalmente o termo era usado também para Guangdong por alguns autores.

## História

### Pré-história
Um assentamento agora conhecido como Nanwucheng estava presente na área de Cantão em 1100 a.C.. Algumas histórias chinesas tradicionais colocaram a fundação de Nanwucheng durante o reinado de Ji Yan, da Dinastia Chou, entre 38 e 396 aC. Dizia-se que ele consistia em pouco mais do que uma paliçada de bambu e lama.

### Nanyue

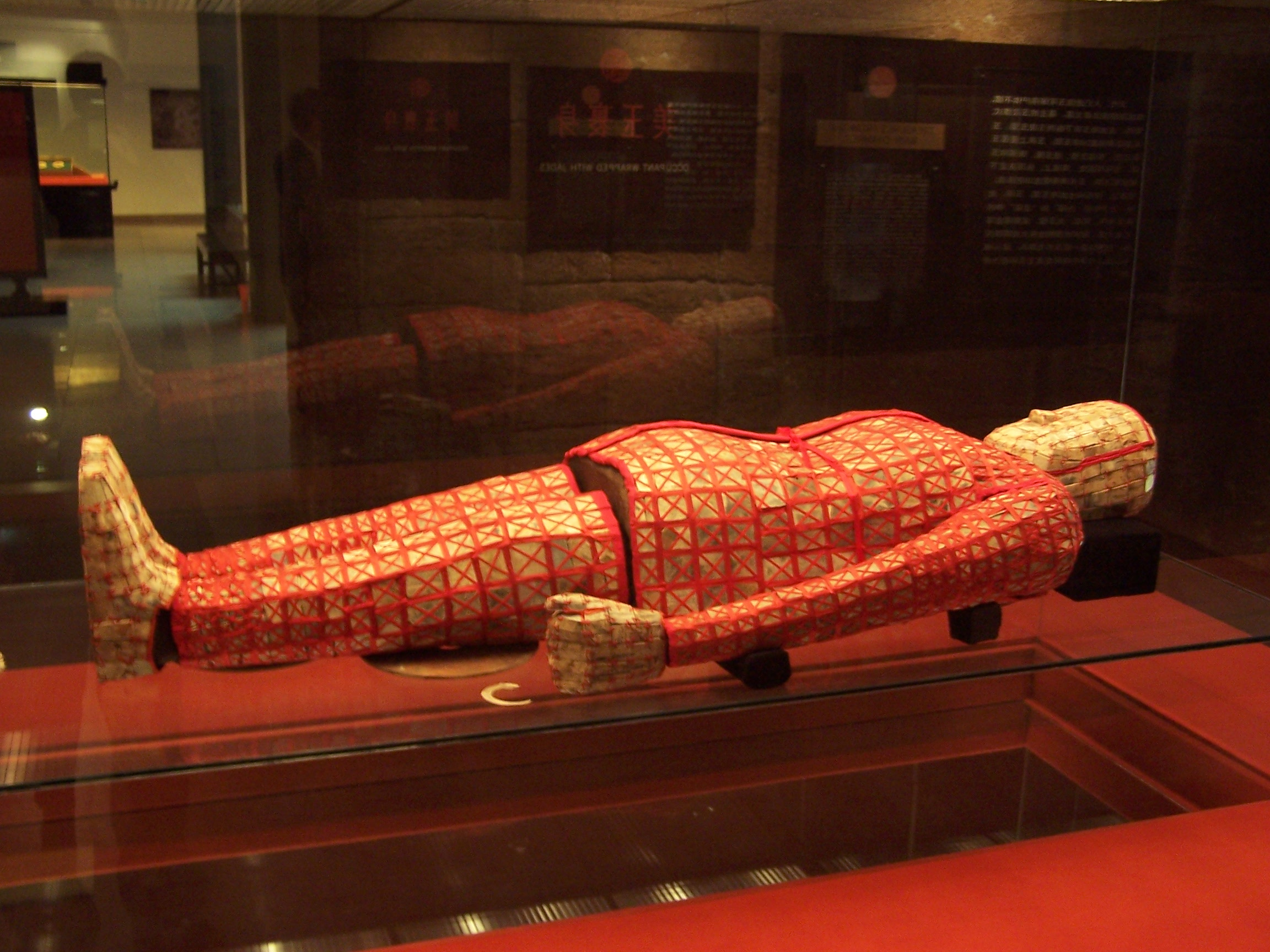
O traje funerário de jade de Zhao Mo.

Panyu foi estabelecida na margem leste do rio das Pérolas em 214 a.C. para servir de base para a primeira invasão fracassada do Império Qin das terras dos povos baiyue, no sul da China. Relatos lendários afirmavam que os soldados de Panyu estavam tão vigilantes que não removeram suas armaduras por três anos. Após a queda da Dinastia Qin, o general Zhao Tuo estabeleceu seu próprio reino de Nanyue e fez de Panyu sua capital em 204 a.C.. A região permaneceu independente através da Disputa Chu-Han, embora Zhao tenha negociado o reconhecimento de sua independência em troca de sua submissão nominal aos Han em 196 aC. Evidências arqueológicas mostram que Panyu era um centro comercial expansivo: além de itens do centro da China, os arqueólogos encontraram restos originários do sudeste da Ásia, Índia e até da África.

### China imperial
Incorporado à Dinastia Han, Panyu tornou-se uma capital provincial. Em 226 d.C., tornou-se a sede da província da prefeitura de Guang, que lhe deu seu nome moderno. O Antigo Livro de Tang descreveu Cantão como um porto importante no sul da China. As rotas diretas conectavam o Oriente Médio e a China, como mostram os registros de um prisioneiro chinês que volta do Iraque doze anos após sua captura em Talas. As relações nem sempre eram pacíficas: piratas árabes e persas saquearam a cidade em 30 de outubro de 758 e foram massacrados pelo rebelde chinês Huang Chao em 878, juntamente com judeus, cristãos, e parses. O porto teria sido fechado por cinquenta anos após o caos.

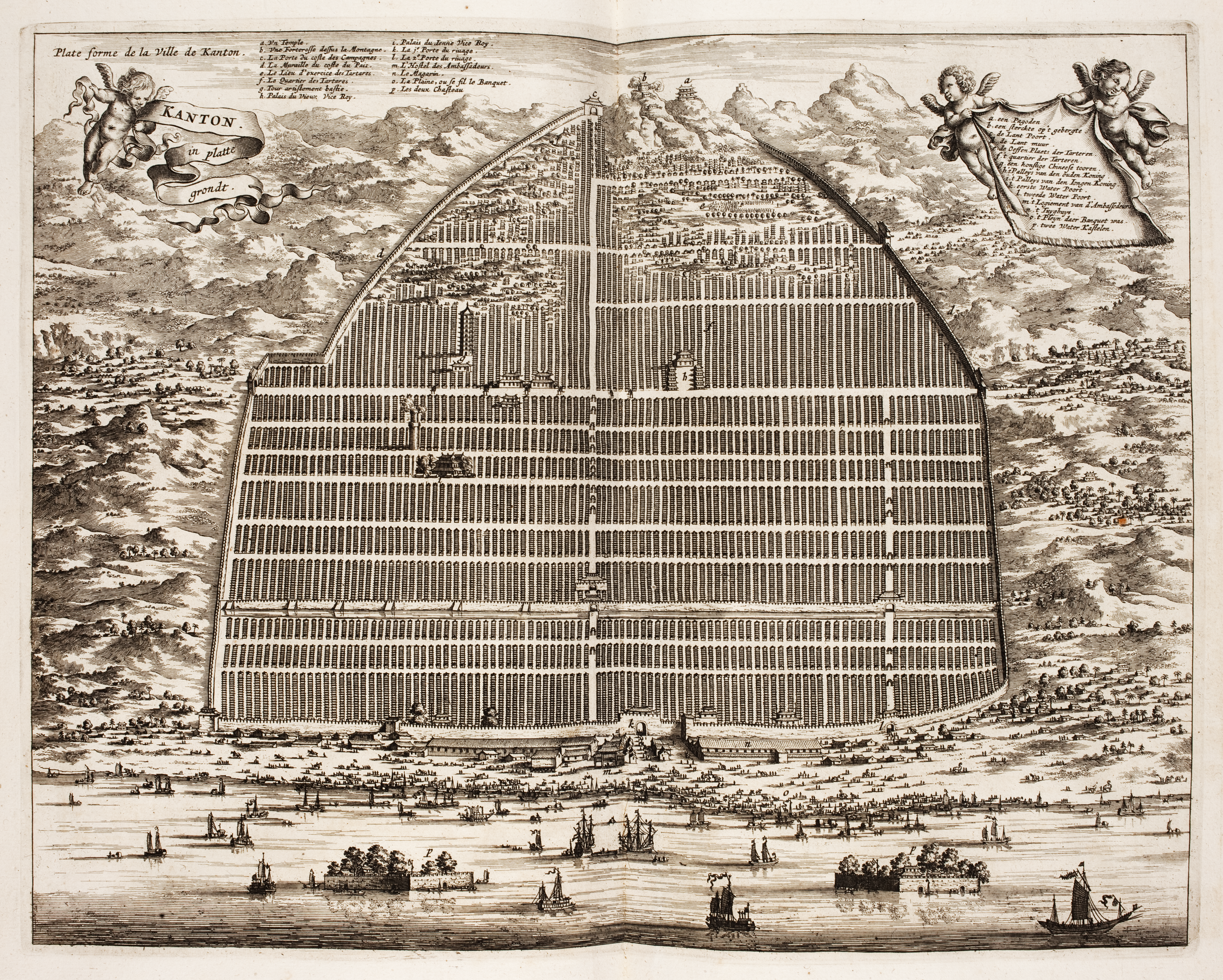
Mapa de Cantão em 1665

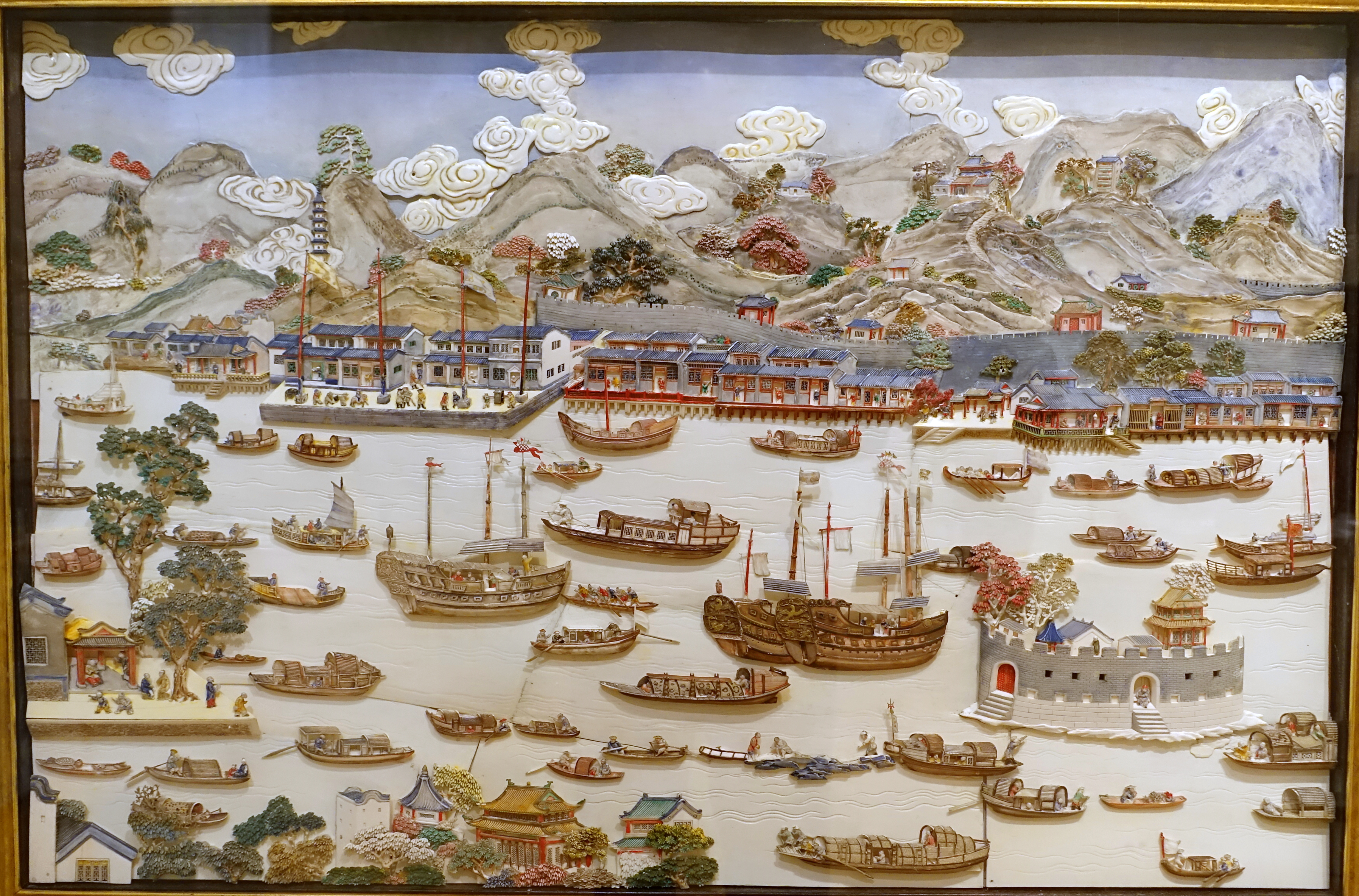
Vista de Cantão, 1750-1800

Entre as cinco dinastias e os dez reinos que se seguiram ao colapso da Dinastia Tang, o governador de Liang Yan, mais tarde, usou sua base em Panyu para estabelecer um império "Grande Yue" ou "Han do sul", que durou de 917 a 971. A região teve considerável sucesso cultural e econômico nesse período. Entre os séculos X e XII, há registros de que as grandes comunidades estrangeiras não eram exclusivamente do sexo masculino, mas incluíam "mulheres persas". Segundo Odorico de Pordenone, Cantão era do tamanho de três Venezas e rivalizava com toda a Itália na quantidade de artesanato que produzia. Ele também observou a grande quantidade de gengibre disponível, bem como grandes gansos e cobras. Cantão foi visitada pelo viajante marroquino ibne Batuta durante sua jornada do século XIV ao redor do mundo.
Logo após a declaração da Dinastia Ming pelo imperador Hongwu, ele reverteu seu apoio anterior ao comércio exterior e impôs o primeiro de uma série de proibições marítimas (haijin).  Eles proibiram o comércio exterior privado sob pena de morte para o comerciante e o exílio para sua família e vizinhos. As intenções marítimas da Era Iuã de Cantão, Quanzhou e Ningbo foram proibidas em 1384 e o comércio legal ficou limitado às delegações de tributo enviadas a ou por representantes oficiais de governos estrangeiros.
Após a conquista portuguesa de Malaca, Rafael Perestrello viajou para Cantão como passageiro em um junco nativo em 1516. Seu relatório induziu Fernão Pires de Andrade a navegar para a cidade com oito navios no ano seguinte, mas a exploração de de Andrade foi entendida como espionagem e seu irmão Simão e outros começaram a tentar monopolizar o comércio, escravizando mulheres e crianças chinesas, envolvendo-se em pirataria e fortalecendo a ilha de Tamão. Circulavam boatos de que portugueses estavam comendo as crianças. O governo de Cantão ficou então encarregado de expulsá-los: eles venceram os portugueses na Batalha de Tamão e na Baía de Xicao; ele mantiveram o diplomata Tomé Pires como refém em uma tentativa fracassada de pressionar a restauração do sultão de Malaca, que havia sido considerado um vassalo Ming; e, depois de mantê-los aprisionados por quase um ano, os executaram pela "morte por mil cortes". Com a ajuda de piratas locais, os "Folangji" realizaram contrabando em Macau, Lampacau e na ilha de São João (hoje Sanchoão), até Leonel de Sousa legalizar seu comércio com subornos ao almirante Wang Bo (汪 柏) e ao Acordo Luso-Chinês de 1554. Os portugueses se comprometeram a não aumentar fortificações e pagar taxas alfandegárias; três anos depois, depois de ajudar os chineses a suprimir seus antigos aliados piratas, os portugueses foram autorizados a armazenar suas mercadorias em Macau, em vez de em Cantão.

## Geografia

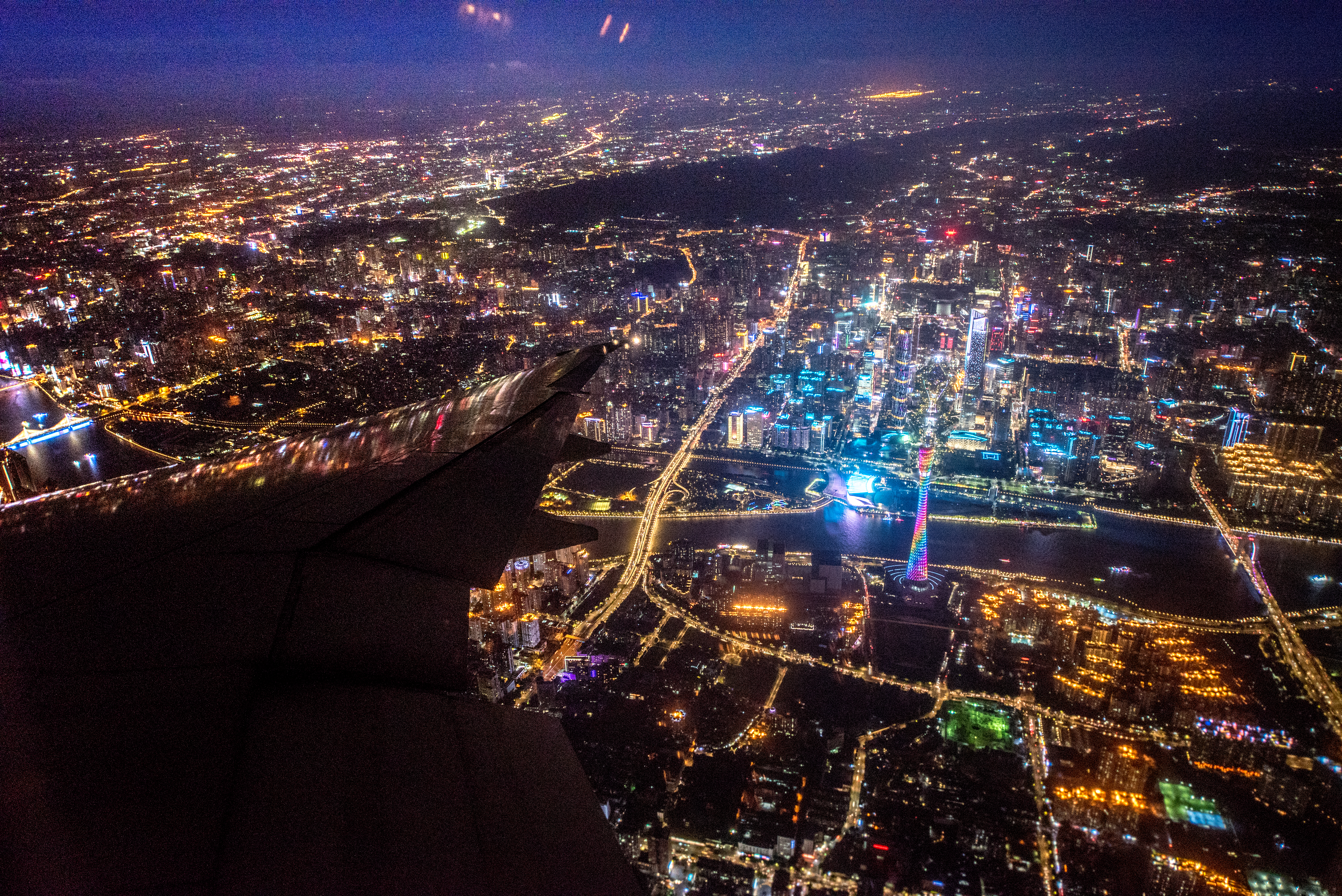
Vista aérea da cidade à noite

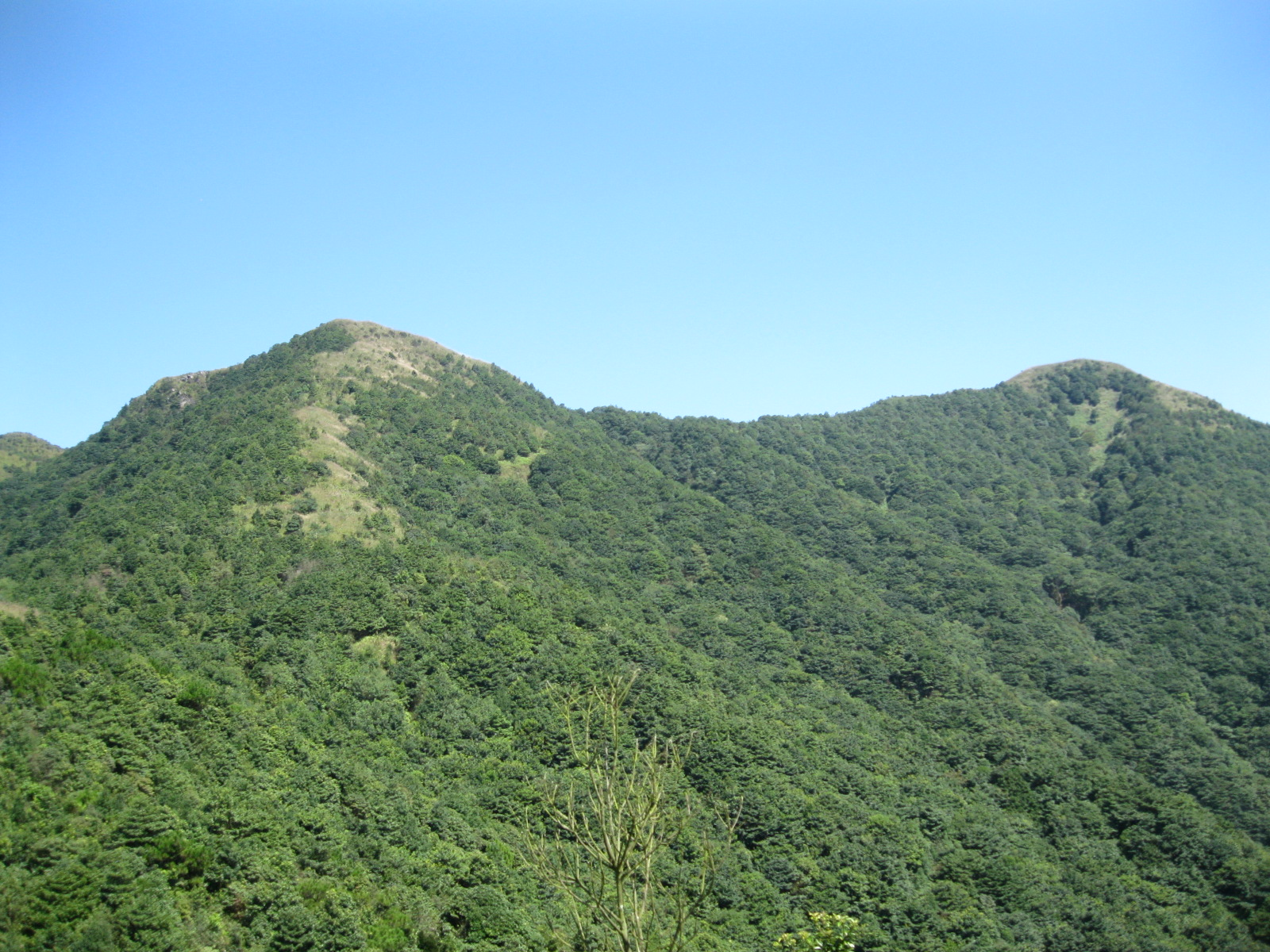
Monte Tiantang, o ponto mais alto da cidade

Localizada no centro-sul de Guangdong, nas margens do rio das Pérolas, Cantão é uma cidade litorânea, situada perto das montanhas Baiyun. A elevação da cidade geralmente aumenta de sudoeste para nordeste, com as montanhas que formam a espinha dorsal da cidade, e que compreende o oceano.

### Clima
Cantão apresenta um clima subtropical úmido, diretamente influenciado pelas monções do sudeste asiático, tendo as estações do ano levemente diferenciadas, principalmente o verão e o inverno. Em circunstâncias habituais, os outonos, entre outubro e dezembro, assim como as primaveras, entre abril e junho, são amenos e ventosos, enquanto os invernos, entre janeiro e março, são breves e secos, e os verões, entre julho e setembro, são longos e relativamente quentes. O mês mais frio é janeiro, com temperatura média de 13,6 °C, e o mês mais quente é julho, com temperatura média de 28,6 °C, com uma média anual de 22,6 °C, sendo considerada uma das grandes cidades mais quentes da China. Ocasionalmente, as temperaturas podem ultrapassar facilmente os 30 °C durante o verão (principalmente nas duas últimas semanas de julho), e cair abaixo de 10 °C no inverno, podendo chegar aos 5 °C em determinadas madrugadas (principalmente na última semana de janeiro). A maior temperatura já registrada na Subprovíncia de Cantão foi de 39,1 °C em 19 de julho de 2013, e a menor já registrada foi de 0 °C em 27 de dezembro de 1927. Desde 1910, já foram registradas duas vezes a ocorrência de neve em Cantão, a primeira em 12 de janeiro de 1929 (quando as temperaturas chegaram a 0,2 °C), e em 24 de janeiro de 2016 (quando foram registrados 0,1 °C na cidade), 87 anos depois da primeira ocorrência. No entanto, o fenômeno da água-neve já foi registrado em Cantão dezessete vezes desde 1910, nos anos de 1911, 1919, 1926, 1927, 1940, 1966, 1983, 1994 e 2002. Em média, a umidade relativa do ar é de 68% em Cantão ao longo do ano, a maior proporção média entre as grandes cidades chinesas.

## Demografia
Segundo dados de 2010, Cantão possuí 12 780 800 habitantes, figurando como a terceira cidade mais populosa da China, sendo superada somente por Xangai e pela capital, Pequim. Em relação a população segundo o censo do ano 2000, de 9 942 020 habitantes, houve um crescimento populacional de 25,7% — superior ao registrado entre os anos de 1990 e 2000, em que a população de Cantão cresceu 22,5%. Segundo dados do governo local datados do ano 2000, a cidade possuí 2,3 milhões de famílias, com cerca de 3,1 pessoas por família.
Cerca de 12,3% da população de Cantão (Guangdong), de 104 303 132 habitantes (dados de 2010), vive em Cantão, e, assim como a província, boa parte de sua população é oriunda de outras províncias chinesas — e até de outros países asiáticos, como Coreia do Sul, Japão, Indonésia e Malásia.

### Religião
Apesar do cristianismo não ser a religião predominante da população de Cantão, essa religião é um dos principais símbolos da cidade.
A mesquita de Huaisheng, localizada em Cantão, é uma das mais antigas mesquitas da China. O budismo, entretanto, é a religião predominante da população da cidade.
A cidade ainda possuí uma grande comunidade de judeus, além da presença das Associação Budista de Cantão e a Associação Daoísta de Cantão; Entretanto, a cidade ainda possuí diversas vertentes religiosas, muitas delas não registradas oficialmente.

## Política

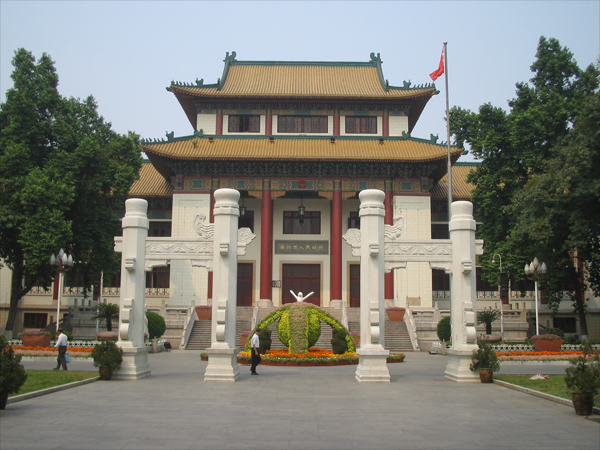
Sede da prefeitura de Cantão

### Relações internacionais
Cantão tem acordos de geminação com 23 cidades internacionais.
| - Fucuoca, Japão (desde 1979) - Los Angeles, Estados Unidos (desde 1981) - Manila, Filipinas (desde 1982) - Vancuver, Canadá (desde 1985) - Sidnei, Austrália (desde 1986) - Bari, Itália (since 1986) - Lião, França (desde 1988) - Francoforte, Alemanha (desde 1988) - Auckland, Nova Zelândia (desde 1989) - Gwangju, Coreia do Sul (desde 1996) - Lincopinga, Suécia (desde 1997) - Durban, África do Sul (desde 2000) | - Bristol, Reino Unido (desde 2001) - Ecaterimburgo, Rússia (desde 2002) - Arequipa, Peru (desde 2004) - Surabaia, Indonésia (desde 2005) - Vilnius, Lituânia (since 2006) - Birmingham, Reino Unido (desde 2006) - Hambantota, Seri Lanca (desde 2007) - Recife, Brasil (desde 2007) - Tampere, Finlândia (desde 2008) - Banguecoque, Tailândia (desde 2009) - Rabate, Marrocos (desde 2013) - Amedabade, Índia (desde 2014) |

### Divisões administrativas
Politicamente falando, Cantão é, na China, uma subprovíncia administrativa, uma entidade, que de modo semelhante a uma subprefeitura chinesa, na forma de uma cidade, é governado por uma província (no caso Cantão (Guangdong)), mas é administrada de forma independente em relação à economia e jurisdição. Cantão é divida, por tanto, em 10 distritos (ou condados) e duas cidades com status legal de distritos, isto é, apesar de serem, tecnicamente, cidades, não são independentes, e sim subordinadas a uma subprovíncia administrativa (no caso a de Cantão), sendo governadas por ela;
| Mapa                                                                           | Mapa                                                                           | Mapa                                                                           | Mapa                                                                           | Mapa                                                                           | Mapa                                                                           | Nome      | Chinês simplificado | Hanyu Pinyin | População (2010 census) | Área (km2) | Densidade (/km2) |
| ------------------------------------------------------------------------------ | ------------------------------------------------------------------------------ | ------------------------------------------------------------------------------ | ------------------------------------------------------------------------------ | ------------------------------------------------------------------------------ | ------------------------------------------------------------------------------ | --------- | ------------------- | ------------ | ----------------------- | ---------- | ---------------- |
| Liwan Yuexiu Haizhu Tianhe Baiyun Huangpu Panyu Huadu Nansha Zengcheng Conghua | Liwan Yuexiu Haizhu Tianhe Baiyun Huangpu Panyu Huadu Nansha Zengcheng Conghua | Liwan Yuexiu Haizhu Tianhe Baiyun Huangpu Panyu Huadu Nansha Zengcheng Conghua | Liwan Yuexiu Haizhu Tianhe Baiyun Huangpu Panyu Huadu Nansha Zengcheng Conghua | Liwan Yuexiu Haizhu Tianhe Baiyun Huangpu Panyu Huadu Nansha Zengcheng Conghua | Liwan Yuexiu Haizhu Tianhe Baiyun Huangpu Panyu Huadu Nansha Zengcheng Conghua | Yuexiu    | 越秀区              | Yuèxiù Qū    | 1 157 277               | 33,80      | 34 239           |
| Liwan Yuexiu Haizhu Tianhe Baiyun Huangpu Panyu Huadu Nansha Zengcheng Conghua | Liwan Yuexiu Haizhu Tianhe Baiyun Huangpu Panyu Huadu Nansha Zengcheng Conghua | Liwan Yuexiu Haizhu Tianhe Baiyun Huangpu Panyu Huadu Nansha Zengcheng Conghua | Liwan Yuexiu Haizhu Tianhe Baiyun Huangpu Panyu Huadu Nansha Zengcheng Conghua | Liwan Yuexiu Haizhu Tianhe Baiyun Huangpu Panyu Huadu Nansha Zengcheng Conghua | Liwan Yuexiu Haizhu Tianhe Baiyun Huangpu Panyu Huadu Nansha Zengcheng Conghua | Liwan     | 荔湾区              | Lìwān Qū     | 898 204                 | 59,10      | 15 198           |
| Liwan Yuexiu Haizhu Tianhe Baiyun Huangpu Panyu Huadu Nansha Zengcheng Conghua | Liwan Yuexiu Haizhu Tianhe Baiyun Huangpu Panyu Huadu Nansha Zengcheng Conghua | Liwan Yuexiu Haizhu Tianhe Baiyun Huangpu Panyu Huadu Nansha Zengcheng Conghua | Liwan Yuexiu Haizhu Tianhe Baiyun Huangpu Panyu Huadu Nansha Zengcheng Conghua | Liwan Yuexiu Haizhu Tianhe Baiyun Huangpu Panyu Huadu Nansha Zengcheng Conghua | Liwan Yuexiu Haizhu Tianhe Baiyun Huangpu Panyu Huadu Nansha Zengcheng Conghua | Haizhu    | 海珠区              | Hǎizhū Qū    | 1 558 663               | 90,40      | 17 242           |
| Liwan Yuexiu Haizhu Tianhe Baiyun Huangpu Panyu Huadu Nansha Zengcheng Conghua | Liwan Yuexiu Haizhu Tianhe Baiyun Huangpu Panyu Huadu Nansha Zengcheng Conghua | Liwan Yuexiu Haizhu Tianhe Baiyun Huangpu Panyu Huadu Nansha Zengcheng Conghua | Liwan Yuexiu Haizhu Tianhe Baiyun Huangpu Panyu Huadu Nansha Zengcheng Conghua | Liwan Yuexiu Haizhu Tianhe Baiyun Huangpu Panyu Huadu Nansha Zengcheng Conghua | Liwan Yuexiu Haizhu Tianhe Baiyun Huangpu Panyu Huadu Nansha Zengcheng Conghua | Tianhe    | 天河区              | Tiānhé Qū    | 1 432 431               | 96,33      | 14 870           |
| Liwan Yuexiu Haizhu Tianhe Baiyun Huangpu Panyu Huadu Nansha Zengcheng Conghua | Liwan Yuexiu Haizhu Tianhe Baiyun Huangpu Panyu Huadu Nansha Zengcheng Conghua | Liwan Yuexiu Haizhu Tianhe Baiyun Huangpu Panyu Huadu Nansha Zengcheng Conghua | Liwan Yuexiu Haizhu Tianhe Baiyun Huangpu Panyu Huadu Nansha Zengcheng Conghua | Liwan Yuexiu Haizhu Tianhe Baiyun Huangpu Panyu Huadu Nansha Zengcheng Conghua | Liwan Yuexiu Haizhu Tianhe Baiyun Huangpu Panyu Huadu Nansha Zengcheng Conghua | Baiyun    | 白云区              | Báiyún Qū    | 2 222 658               | 795,79     | 2 793            |
| Liwan Yuexiu Haizhu Tianhe Baiyun Huangpu Panyu Huadu Nansha Zengcheng Conghua | Liwan Yuexiu Haizhu Tianhe Baiyun Huangpu Panyu Huadu Nansha Zengcheng Conghua | Liwan Yuexiu Haizhu Tianhe Baiyun Huangpu Panyu Huadu Nansha Zengcheng Conghua | Liwan Yuexiu Haizhu Tianhe Baiyun Huangpu Panyu Huadu Nansha Zengcheng Conghua | Liwan Yuexiu Haizhu Tianhe Baiyun Huangpu Panyu Huadu Nansha Zengcheng Conghua | Liwan Yuexiu Haizhu Tianhe Baiyun Huangpu Panyu Huadu Nansha Zengcheng Conghua | Huangpu   | 黄埔区              | Huángpù Qū   | 831 600                 | 484,17     | 1 717            |
| Liwan Yuexiu Haizhu Tianhe Baiyun Huangpu Panyu Huadu Nansha Zengcheng Conghua | Liwan Yuexiu Haizhu Tianhe Baiyun Huangpu Panyu Huadu Nansha Zengcheng Conghua | Liwan Yuexiu Haizhu Tianhe Baiyun Huangpu Panyu Huadu Nansha Zengcheng Conghua | Liwan Yuexiu Haizhu Tianhe Baiyun Huangpu Panyu Huadu Nansha Zengcheng Conghua | Liwan Yuexiu Haizhu Tianhe Baiyun Huangpu Panyu Huadu Nansha Zengcheng Conghua | Liwan Yuexiu Haizhu Tianhe Baiyun Huangpu Panyu Huadu Nansha Zengcheng Conghua | Panyu     | 番禺区              | Pānyú Qū     | 1 764 869               | 786,15     | 2 245            |
| Liwan Yuexiu Haizhu Tianhe Baiyun Huangpu Panyu Huadu Nansha Zengcheng Conghua | Liwan Yuexiu Haizhu Tianhe Baiyun Huangpu Panyu Huadu Nansha Zengcheng Conghua | Liwan Yuexiu Haizhu Tianhe Baiyun Huangpu Panyu Huadu Nansha Zengcheng Conghua | Liwan Yuexiu Haizhu Tianhe Baiyun Huangpu Panyu Huadu Nansha Zengcheng Conghua | Liwan Yuexiu Haizhu Tianhe Baiyun Huangpu Panyu Huadu Nansha Zengcheng Conghua | Liwan Yuexiu Haizhu Tianhe Baiyun Huangpu Panyu Huadu Nansha Zengcheng Conghua | Huadu     | 花都区              | Huādū Qū     | 945 053                 | 970,04     | 974              |
| Liwan Yuexiu Haizhu Tianhe Baiyun Huangpu Panyu Huadu Nansha Zengcheng Conghua | Liwan Yuexiu Haizhu Tianhe Baiyun Huangpu Panyu Huadu Nansha Zengcheng Conghua | Liwan Yuexiu Haizhu Tianhe Baiyun Huangpu Panyu Huadu Nansha Zengcheng Conghua | Liwan Yuexiu Haizhu Tianhe Baiyun Huangpu Panyu Huadu Nansha Zengcheng Conghua | Liwan Yuexiu Haizhu Tianhe Baiyun Huangpu Panyu Huadu Nansha Zengcheng Conghua | Liwan Yuexiu Haizhu Tianhe Baiyun Huangpu Panyu Huadu Nansha Zengcheng Conghua | Nansha    | 南沙区              | Nánshā Qū    | 259 899                 | 527,65     | 493              |
| Liwan Yuexiu Haizhu Tianhe Baiyun Huangpu Panyu Huadu Nansha Zengcheng Conghua | Liwan Yuexiu Haizhu Tianhe Baiyun Huangpu Panyu Huadu Nansha Zengcheng Conghua | Liwan Yuexiu Haizhu Tianhe Baiyun Huangpu Panyu Huadu Nansha Zengcheng Conghua | Liwan Yuexiu Haizhu Tianhe Baiyun Huangpu Panyu Huadu Nansha Zengcheng Conghua | Liwan Yuexiu Haizhu Tianhe Baiyun Huangpu Panyu Huadu Nansha Zengcheng Conghua | Liwan Yuexiu Haizhu Tianhe Baiyun Huangpu Panyu Huadu Nansha Zengcheng Conghua | Zengcheng | 增城区              | Zēngchéng Qū | 1 036 731               | 1 616,47   | 641              |
| Liwan Yuexiu Haizhu Tianhe Baiyun Huangpu Panyu Huadu Nansha Zengcheng Conghua | Liwan Yuexiu Haizhu Tianhe Baiyun Huangpu Panyu Huadu Nansha Zengcheng Conghua | Liwan Yuexiu Haizhu Tianhe Baiyun Huangpu Panyu Huadu Nansha Zengcheng Conghua | Liwan Yuexiu Haizhu Tianhe Baiyun Huangpu Panyu Huadu Nansha Zengcheng Conghua | Liwan Yuexiu Haizhu Tianhe Baiyun Huangpu Panyu Huadu Nansha Zengcheng Conghua | Liwan Yuexiu Haizhu Tianhe Baiyun Huangpu Panyu Huadu Nansha Zengcheng Conghua | Conghua   | 从化区              | Cónghuà Qū   | 593 415                 | 1 974,50   | 301              |
| Liwan Yuexiu Haizhu Tianhe Baiyun Huangpu Panyu Huadu Nansha Zengcheng Conghua | Liwan Yuexiu Haizhu Tianhe Baiyun Huangpu Panyu Huadu Nansha Zengcheng Conghua | Liwan Yuexiu Haizhu Tianhe Baiyun Huangpu Panyu Huadu Nansha Zengcheng Conghua | Liwan Yuexiu Haizhu Tianhe Baiyun Huangpu Panyu Huadu Nansha Zengcheng Conghua | Liwan Yuexiu Haizhu Tianhe Baiyun Huangpu Panyu Huadu Nansha Zengcheng Conghua | Liwan Yuexiu Haizhu Tianhe Baiyun Huangpu Panyu Huadu Nansha Zengcheng Conghua | Total     | Total               | Total        | 12 700 800              | 7 434,40   | 1 708            |

A partir de abril de 2005, os distritos de Dongshan e Fangcun deixaram de existir, se fundindo aos distritos de Yuexiu e à Liwan, respectivamente; Ao mesmo tempo, o distrito de Nansha foi criado a partir do distrito de Panyu, e o distrito de Luogang, por sua vez, também foi criado a partir dos distritos de Baiyun, Tianhe, e da cidade-condado de Zengcheng, além de uma parte do Huangpu, fazendo um enclave ao lado deste.

## Economia

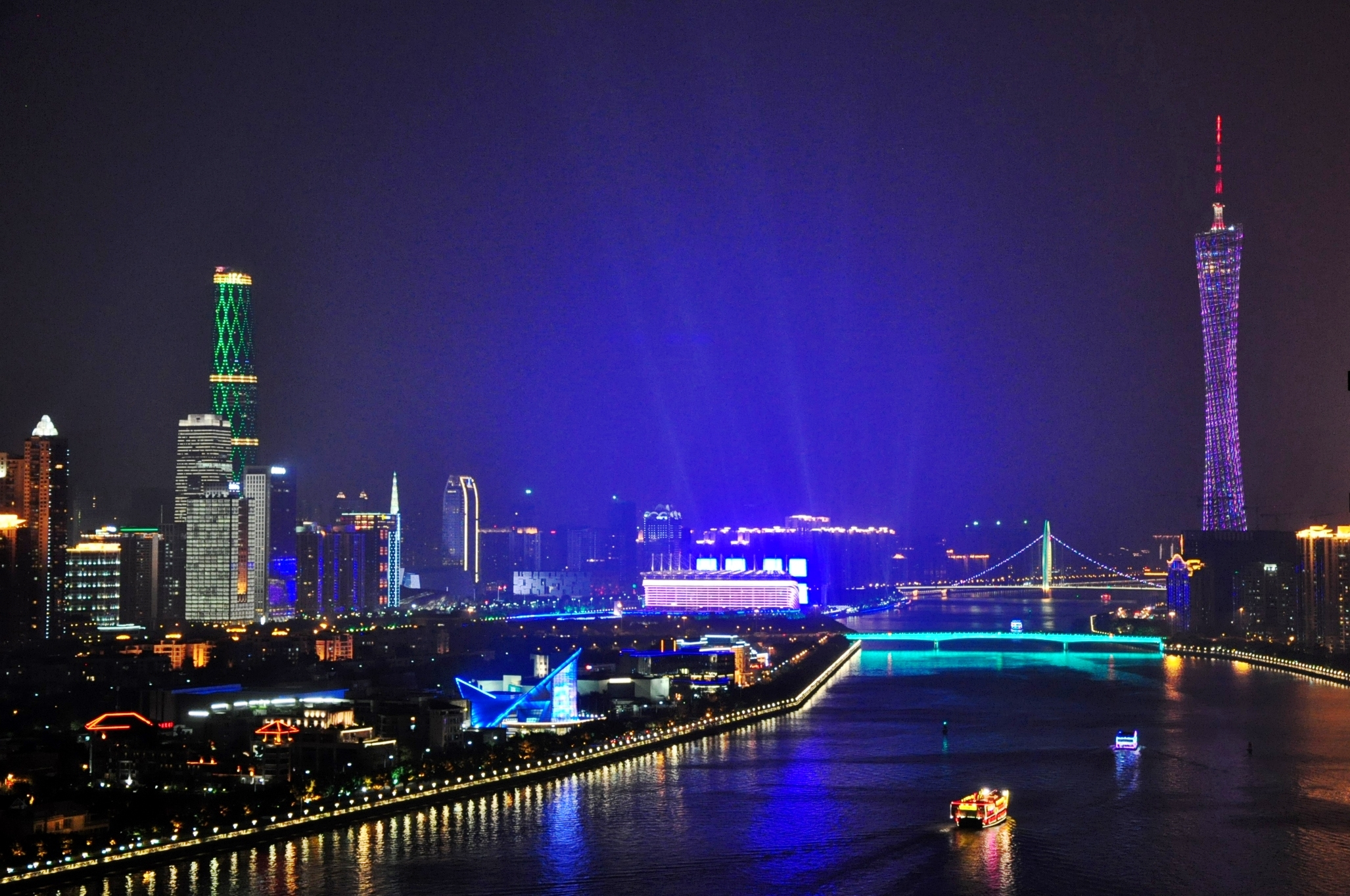
Modernos edifícios no Zhujiang New Town, novo centro financeiro da cidade

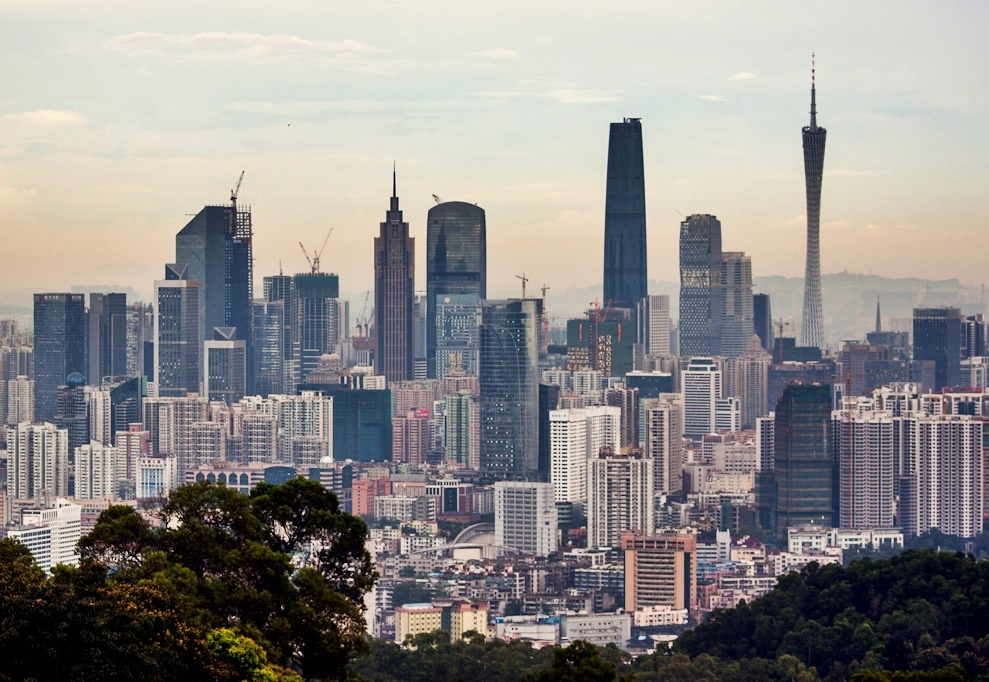
Panorama urbano de Cantão

Cantão é o principal centro manufatureiro da região do rio Zhu Jiang, e um dos principais centros industriais e comerciais da China. Em 2009, o Produto Interno Bruto (PIB) da cidade chegou a CNY 911,2 bilhões (cerca de US$ 133,5 bilhões), enquanto seu PIB per capita no mesmo ano alcançou CNY 89,4 mil (aproximadamente US$ 13,1 mil, mais que o dobro da média nacional).
A China Import and Export Fair, também chamada de Canton Fair, é uma feira realizada todos os anos entre abril e outubro pelo Ministério do Comércio chinês. Inaugurado em maio de 1957, a Feira é um evento importante para a cidade. Essa é a maior feira de exportação e importação do mundo, reunindo, na 109ª edição do evento (em 2011) mais de 200 mil compradores de mais de 40 países. Só na edição de 2011, a feira movimentou cerca de US$ 25 bilhões (cerca de CNY 170 bilhões).
O setor de comércio e serviços também vem ganhando espaço na economia de Cantão.

### Zonas industriais
A Zona de Desenvolvimento Econômico e Tecnológico de Cantão foi fundada em 2005. Ela está localizada no distrito Nansha. As principais indústrias instaladas na zona incluem automobilística, biotecnologia e indústria pesada. Situa-se perto de Aeroporto Internacional de Guangzhou Baiyun e do Porto de Shenzhen.
A Zona Franca de Cantão foi fundada em 1992, está localizada à leste do distrito de Huangpu, perto da Zona de Desenvolvimento Economico e Tecnológico da cidade. Situa-se também bem perto do aeroporto internacional da cidade. As principais atividades industriais do local incluem indústrias de informática, comércio internacional, logística e indústria de transformação.
A Zona Científica de Cantão, inaugurada em 2008, reúne diversas indústrias ligadas à alta-tecnologia, possuindo um dos maiores parques de pesquisas científicas do sul da China.

## Infraestrutura

### Transportes

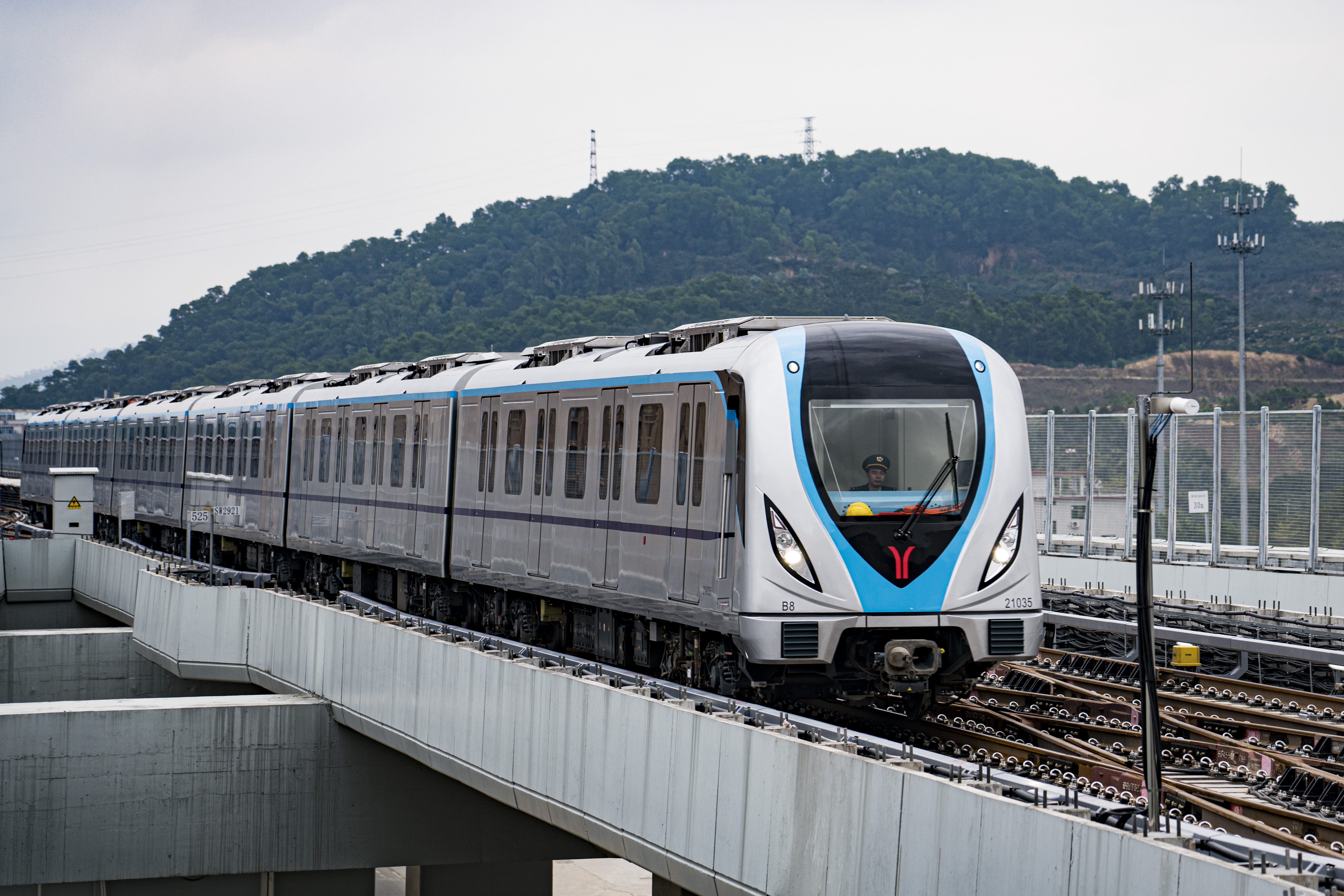
Trem do Metrô de Cantão

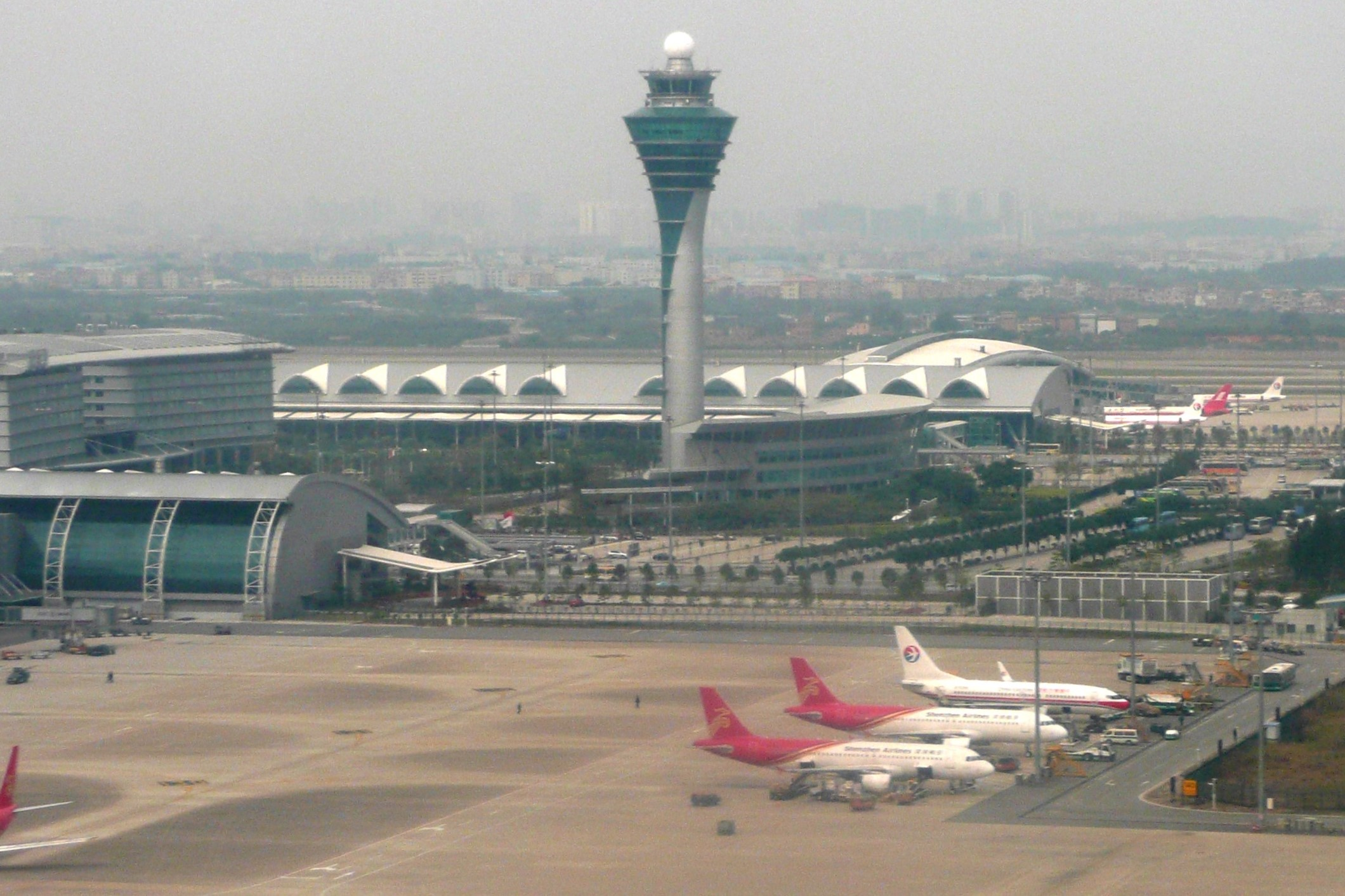
Aeroporto Internacional de Guangzhou Baiyun no distrito de Huadu

Guangzhou possuí estações ligadas às ferrovias de Jingguang (Pequim-Cantão), Guangshen (Cantão-Shenzhen), Guangmao (Cantão-Maoming) e da estação ferroviária de Guangmeishan (Cantão-Meizhou-Shantou). No final de 2009, o trem bala de Wuhan-Cantão foi inaugurado, com unidades que cobrem 980 km a uma velocidade média de 320 km/h. Em janeiro de 2011, o Cantão-Zhuhai, por sua vez, também começou suas atividades, com unidades a uma velocidade média de 200 km/h.
Quando a primeira linha de metrô foi inaugurada em Cantão, em 1997, a cidade se tornou a quarta do país a possuir sistema de linhas subterrâneas, depois de Xangai, Pequim e Tianjin. O atual complexo de linhas subterrâneas, que formam o metrô da cidade, é constituído por oito linhas, que se estendem por 236 km. Existem planos do governo local de ampliar as linhas de metro da cidade, chegando a 500 km de extensão, divididos em 15 linhas, que deve ser inaugurada por volta de 2020.
Em 2010, Cantão inaugurou a segunda maior linha de ônibus no estilo BRT do mundo (depois da linha BRT de Bogotá, Colômbia), baseada na bem-sucedida linha de transporte público de Curitiba, Brasil. As atuais 22,5 km de linhas transportam diariamente 800 mil pessoas. Várias ampliações são planejadas pelo governo local. Atualmente, Cantão é a cidade que possuí a maioria dos veículos abastecidos à GLP do mundo. No final de 2006, 6 500 ônibus e 16 000 táxis de Cantão usavam GLP, o que representa 85% de todos os ônibus e táxis da cidade naquele período. Em janeiro de 2007, o governo municipal proibiu motocicletas em áreas urbanas. Motociclistas que desrespeitam a lei tem seus veículos apreendidos. O departamento de tráfego Cantão afirmou ter relatado problemas de tráfego reduzido e acidentes no centro da cidade desde a proibição.
O principal aeroporto da cidade é o Aeroporto Internacional de Guangzhou Baiyun, localizado no distrito de Huadu, inaugurado em agosto de 2004. Esse aeroporto é o segundo maior da China em termos de trafégo. Ele substituí o antigo Aeroporto Internacional de Baiyuan, que era muito próximo do centro da cidade e já não atendia a alta demanda. O aeroporto atualmente possuí duas pistas, porém existem planos para a construção de mais três delas.

### Educação

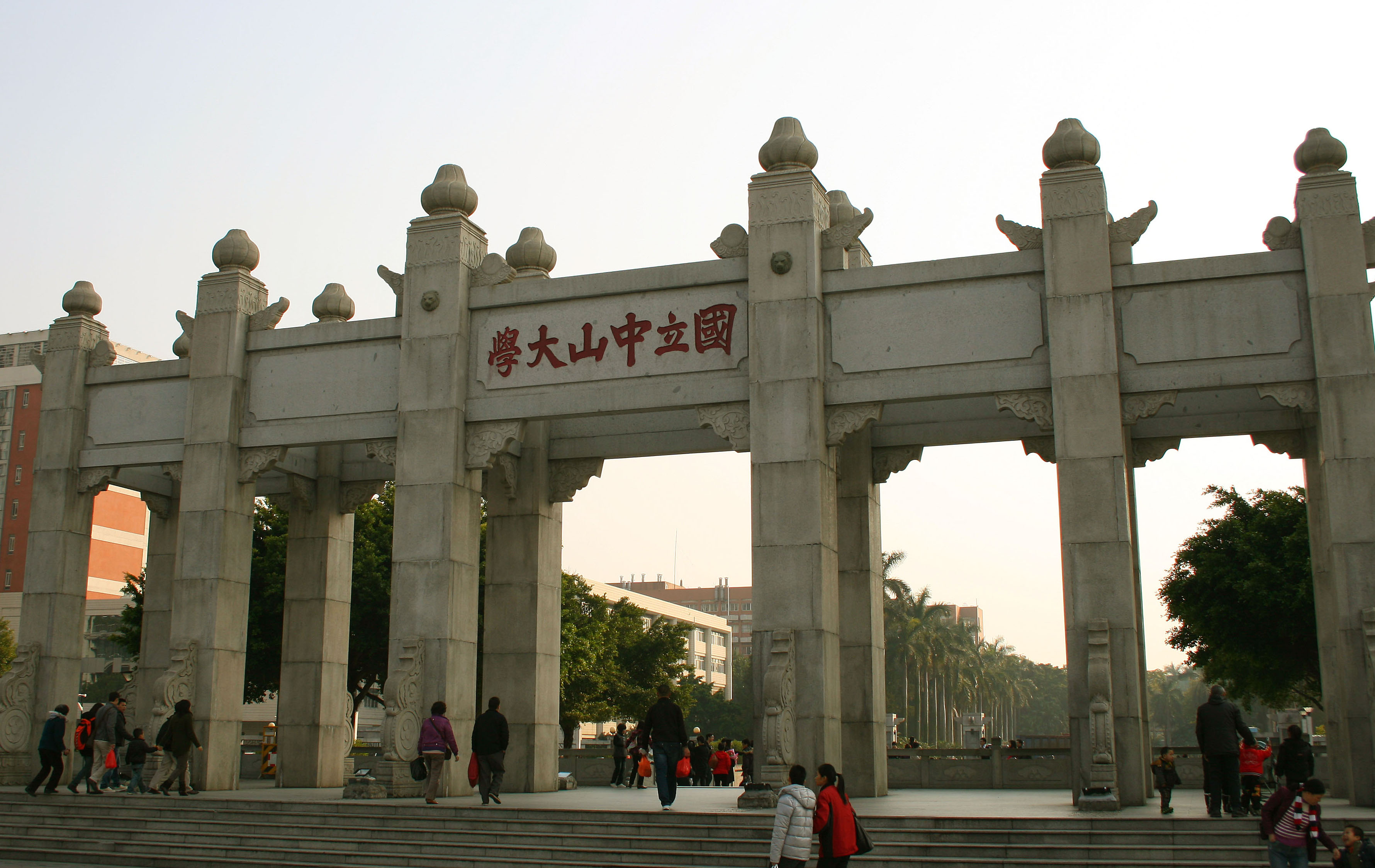
Universidade de Sun Yat-sen

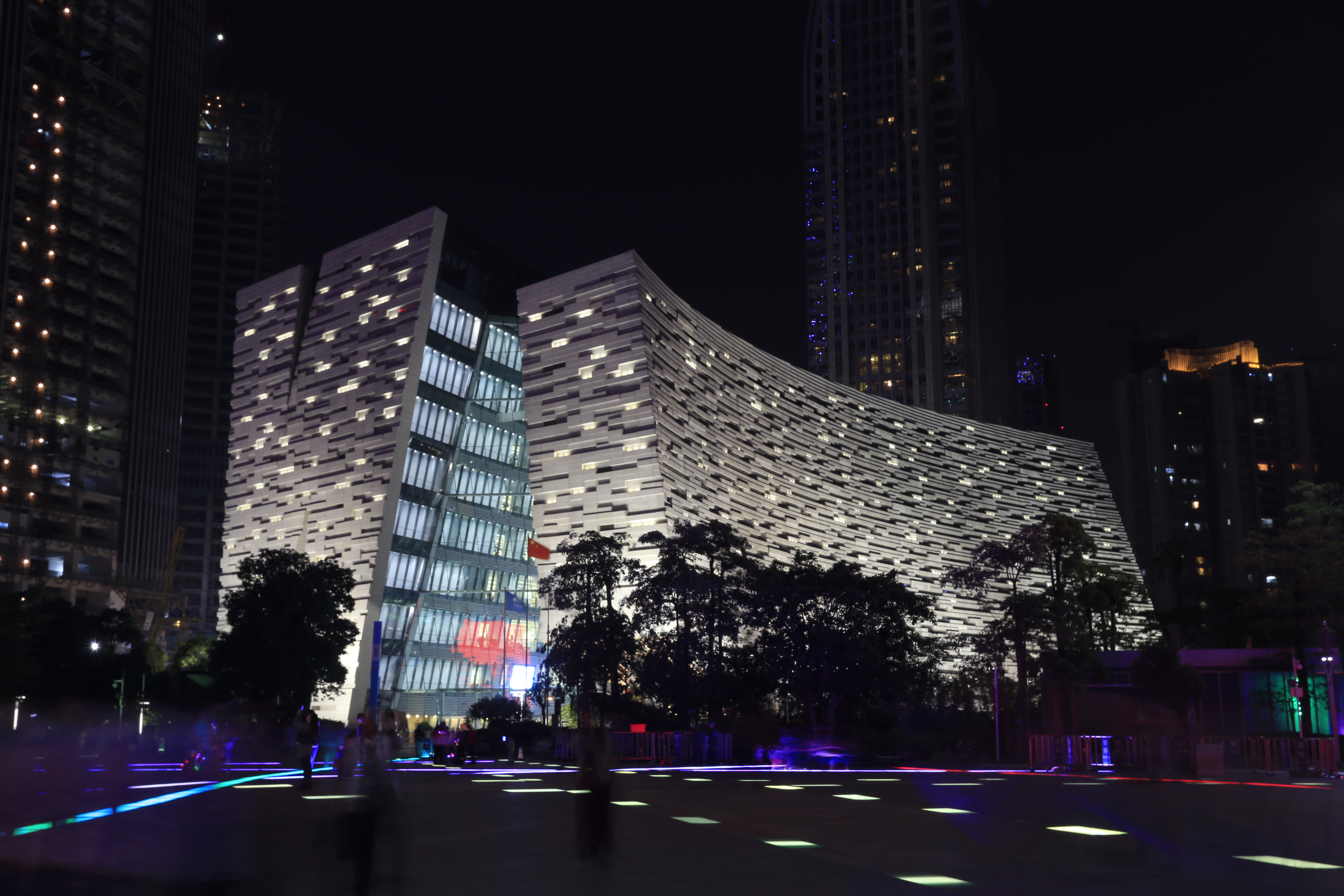
Biblioteca de Cantão

Algumas das principais universidades e faculdades instaladas na cidade:
- Universidade de Sun Yat-sen (中山大学) (fundada em 1924)
- Universidade para a Tecnologia da Região Sul da China (华南理工大学)
- Universidade Jinan (暨南大学) (fundada in 1906)
- Universidade para a Agricultura da Região Sul da China (华南农业大学) (fundada em 1909)
- Universidade de Estudos Estrangeiros de Cantão (广东外语外贸大学)
- Universidade para a Tecnologia de Cantão (广东工业大学)
- Universidade Farmacêutica de Cantão (广东药学院)
- Universidade para Estudos Econômicos de Cantão (广东商学院)
- Universidade de Medicina Chinesa de Cantão (广州中医药大学)
- Universidade Municipal de Cantão (广州大学)
- Centro de Belas Artes de Cantão (广州美术学院)
- Conservatório Musical de Xingai (星海音乐学院)
- Universidade Politécnica de Cantão(广东技术师范学院)
- Universidade Desportiva de Cantão (广州体育学院)
- Faculdade de Medicina de Cantão (广州医学院)
- Universidade Zhongkai para Agricultura e Engenharia (仲恺农业工程学院)
- Universidade de Finanças de Cantão (广东金融学院)
- Instituto para Ciência e Tecnologia de Cantão (广东省科技干部学院)

## Cultura

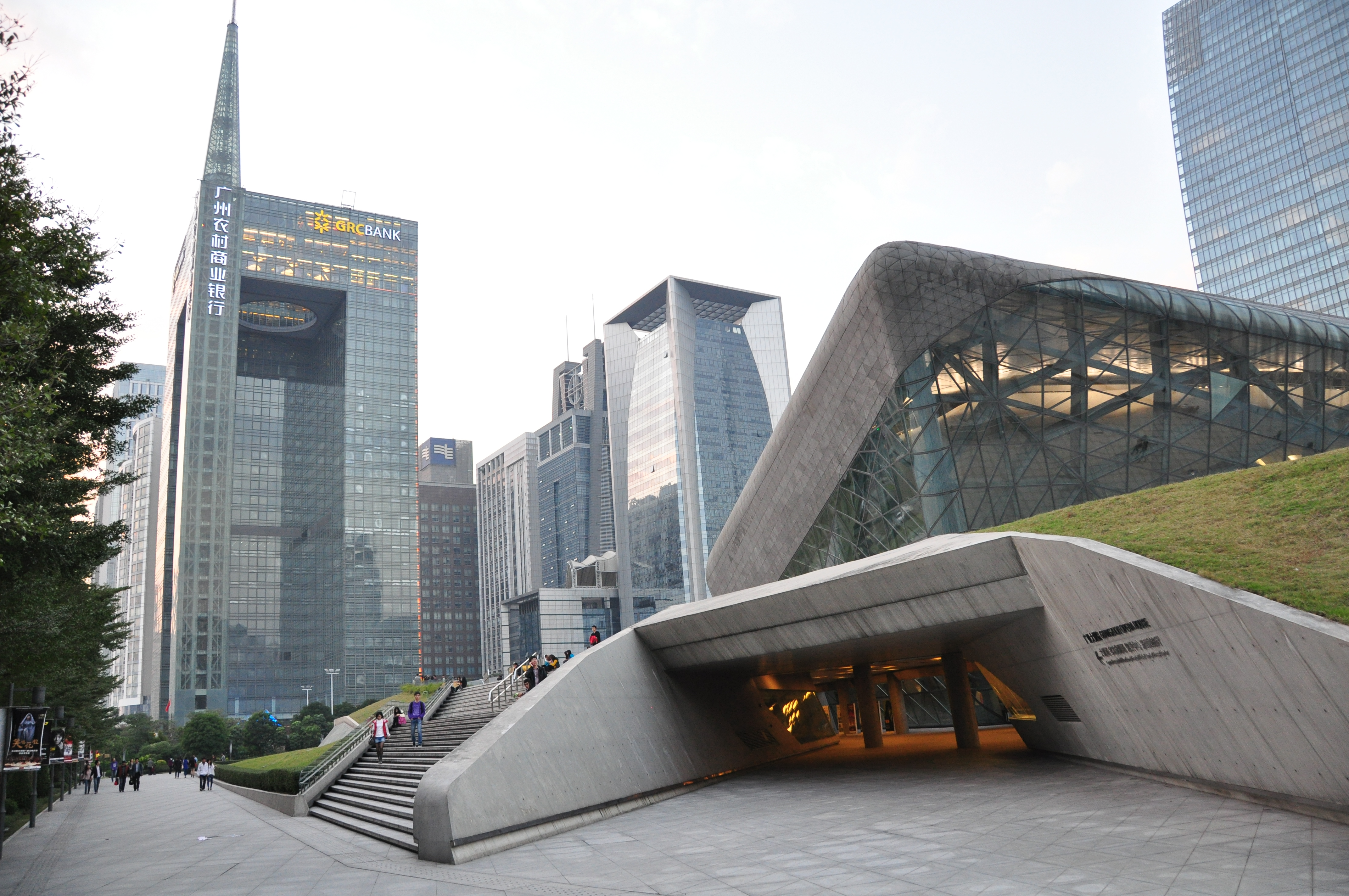
Casa de ópera de Cantão

Segundo o jornal chinês Renmin Ribao, o cantonês é a principal língua para mais da metade dos habitantes de Cantão, enquanto o mandarim é falado de forma primária por quase toda a metade restante. Outra língua também falada pelos moradores da cidade, porém de forma menos significativa, está o hakka. Em 2008, 40% da população da cidade era formada por imigrantes, a maioria deles vinda de zonas rurais, falando apenas mandarim.

### Esporte

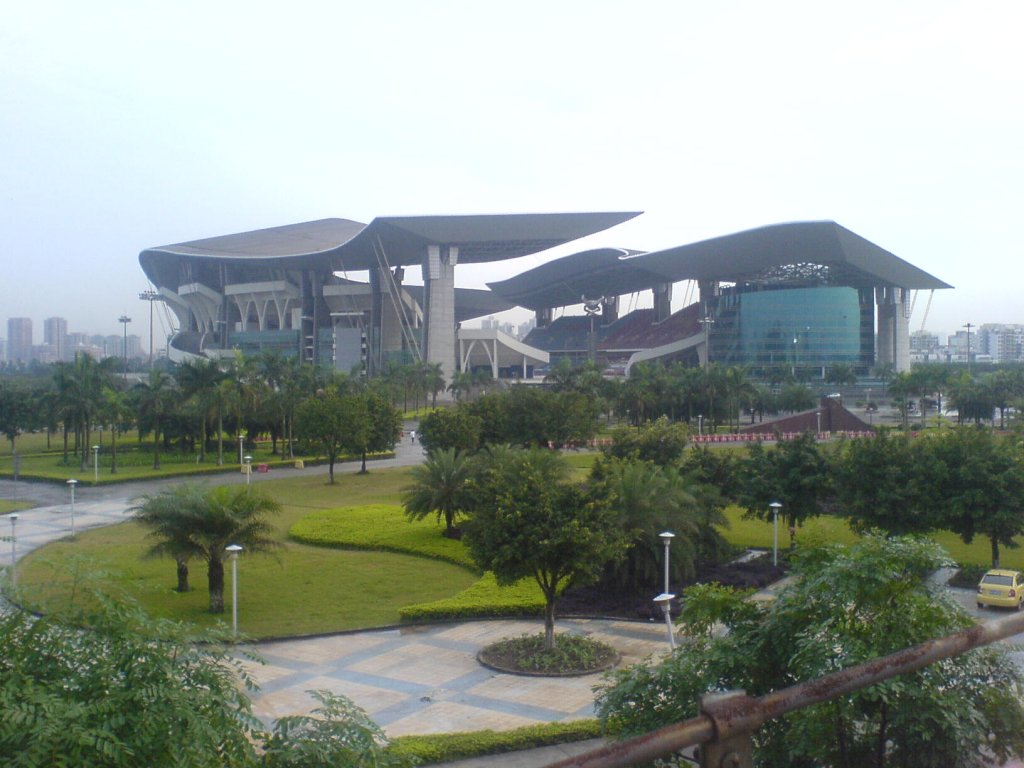
Estádio Olímpico de Guangdong, um dos maiores estádios do mundo, localizado na cidade

Em 2010, Cantão recebeu a 16ª edição dos Jogos Asiáticos, de 12 a 27 de novembro daquele ano, além dos primeiros Jogos Para Asiáticos, de 12 a 19 de dezembro do mesmo ano, figurando como os maiores eventos esportivos que cidade já recebeu, em toda sua história.
Fora isso, Cantão também já recebeu, anteriormente:
- A 6.ª edição dos Jogos Nacionais da República Popular da China de 1987
- A 1.ª Copa do Mundo FIFA de Futebol Feminino, em 1991
- A 9.ª edição dos Jogos Nacionais da República Popular da China, em 2001